# Suzanne Morisset

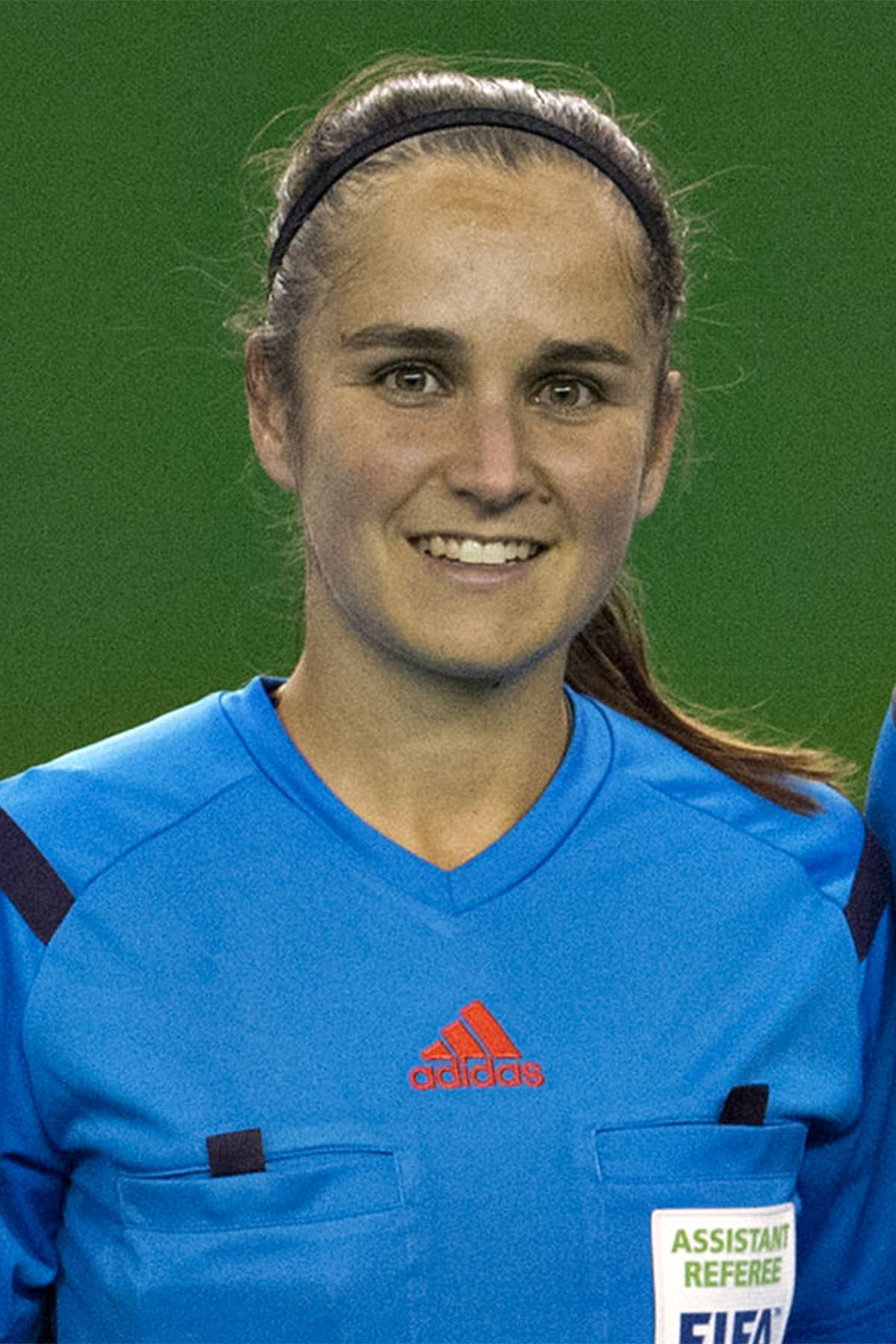
Suzanne Morisset

Suzanne Morisset (* 2. April 1984) ist eine ehemalige kanadische Fußballschiedsrichterassistentin.
Von 2008 bis 2010 sowie von 2012 bis 2016 stand sie auf der Liste der FIFA-Schiedsrichter und leitete internationale Fußballspiele.
Morisset war unter anderem Schiedsrichterassistentin bei der U-17-Weltmeisterschaft 2012 in Aserbaidschan, bei der U-20-Weltmeisterschaft 2014 in Kanada, bei der Weltmeisterschaft 2015 in Kanada und beim olympischen Fußballturnier 2016 in Rio de Janeiro (jeweils als Assistentin von Carol Chénard).
2016 beendete sie ihre aktive Schiedsrichterkarriere.